# Pedasí
Pedasí è un comune (corregimiento) della Repubblica di Panama situato nel distretto di Pedasí, provincia di Los Santos, di cui è capoluogo. Si estende su una superficie di 114,3 km² e conta una popolazione di 2.410 abitanti (censimento 2010).